# Zamek w Karłowicach
Zamek w Karłowicach – zabytkowy zamek, w Karłowicach, położonych w województwie opolskim, w powiecie opolskim, w gminie Popielów.
Do wojewódzkiego rejestru zabytków wpisany jest:
- zespół zamku:
  - zamek, 1 poł. XIV, XVI–XX, nr rej.: 685/63 z 16.10.1963
  - kaplica zamkowa (później kościół ewangelicki), XV, XVII, 1715, nr rej.: 658/60 z 23.01.1960
  - park, nr rej.: 54/81 z 9.06.1981

## Historia
Zamek został zbudowany na siedzibę rycerską około 1350 roku na planie nieregularnego czworoboku, z cylindryczną wieżą od zachodu chroniącą bramę. W XIV wieku właścicielami Karłowic była rodzina Czamborów de Kertzendorf (von Tschammer). Zamek miał w tym okresie formę trapezu z wieżą w zachodniej części. W 1565 roku kupił go piastowski książę Jerzy II brzeski i odtąd była to książęca siedziba myśliwska. Na polecenie Piastów w XVI wieku zbudowano budynek od wschodu, podwyższono wieżę oraz zbudowano przedbramie od zachodu. W 1715 roku po północnej stronie dziedzińca zbudowano barokową kaplicę dla miejscowych katolików, gdzie msze odprawiał ks. Jan Dzierżon. W XVIII–XIX wieku powstał budynek południowy i południowo-zachodni. 
Założenie otacza częściowo zachowana fosa.